# Lauretta Masiero
Lauretta Masiero (25 de outubro de 1929 - 23 de março de 2010) foi uma atriz italiana.

## Filmografia
- Canzoni di mezzo secolo, regia di Domenico Paolella (1952)
- Il bandolero stanco, regia di Fernando Cerchio (1952)
- Siamo tutti Milanesi, regia di Mario Landi (1953)
- Baracca e burattini, regia di Sergio Corbucci (1954)
- Gran varietà, regia di Domenico Paolella (1954)
- Accadde al commissariato, regia di Giorgio Simonelli (1954)
- Totò a Parigi, regia di Camillo Mastrocinque (1958)
- Vento di primavera, regia di Giulio Del Torre e Arthur Maria Rabenalt (1958)
- Marinai, donne e guai, regia di Giorgio Simonelli (1958)
- Tipi da spiaggia, regia di Mario Mattoli (1959)
- Il mistero della pensione Edelweiß, regia di Ottorino Franco Bertolini e Víctor Merenda (1959)
- Lui, lei e il nonno, regia di Anton Giulio Majano (1959)
- Psicanalista per signora, regia di Jean Boyer (1959)
- Caravan petrol, regia di Mario Amendola (1960)
- Ferragosto in bikini, regia di Marino Girolami (1960)
- Sua Eccellenza si fermò a mangiare, regia di Mario Mattoli (1961)
- Cacciatori di dote, regia di Mario Amendola (1961)
- Napoleone a Firenze, regia di Piero Pierotti (1964)
- Peccatori di provincia, regia di Tiziano Longo (1976)
- Il viaggio di Capitan Fracassa, regia di Ettore Scola (1990)
- Ostinato destino, regia di Gianfranco Albano (1992)